# Aruba aux Jeux olympiques d'été de 2016
Aruba participe aux Jeux olympiques d'été de 2016 à Rio de Janeiro au Brésil du 5 août au 21 août. Il s'agit de sa 8e participation consécutive à des Jeux d'été. La délégation envoyée est la plus importante depuis les Jeux olympiques d'été de 1988.